# Delta Tulcza
Delta Tulcza (FC Delta Tulcea) - rumuńska drużyna piłki nożnej z Tulczy, grająca w ostatnim swoim sezonie (2012/2013) w Liga II.

## Historia
Klub powstał w 2005 roku. Pierwszym prezydentem klubu był Petre Marinescu, a pierwszym trenerem - Constantin Gache. Pierwszy sezon klub zaczął od Liga III zajmując w niej 1. miejsce i awansując do Liga II. Jako beniaminek zwyciężył te rozgrywki, jednak nie awansował do najwyższej klasy rozgrywkowej ze względu na problemy z licencją. W kolejnych latach nie zajmował miejsc premiowanych awansem, jednak trzykrotnie uplasował się na podium drugiej ligi, zajmując trzecie miejsce.

### Poszczególne sezony
| Sezon   | Poziom kl. rozgr. | Liga     | Miejsce | Mecze | Z  | R | P  | Bilans bramkowy | Punkty | Uwagi                                    |
| 2005/06 | 3                 | Liga III | 1       | 26    | 22 | 2 | 2  | 73 - 14         | 68     | Awans do II Ligi                         |
| 2006/07 | 2                 | Liga II  | 1       | 34    | 19 | 7 | 8  | 70 - 40         | 64     | brak awansu z powodu problemu z licencją |
| 2007/08 | 2                 | Liga II  | 8       | 34    | 14 | 6 | 14 | 37 -37          | 48     |                                          |
| 2008/09 | 2                 | Liga II  | 3       | 30    | 18 | 4 | 8  | 52 - 25         | 58     |                                          |
| 2009/10 | 2                 | Liga II  | 5       | 34    | 17 | 8 | 9  | 41 - 23         | 59     |                                          |
| 2010/11 | 2                 | Liga II  | 4       | 30    | 17 | 4 | 9  | 50 - 37         | 55     |                                          |
| 2011/12 | 2                 | Liga II  | 3       | 30    | 17 | 8 | 5  | 55 - 28         | 59     |                                          |
| 2012/13 | 2                 | Liga II  | 3       | 24    | 12 | 6 | 6  | 45 - 22         | 42     | Drużyna została rozwiązana               |